# Gustav Gassner
Johann Gustav Gassner, född 17 januari 1881 i Berlin, död 5 februari 1955 i Lüneburg, var en tysk botaniker.
Gassner blev professor i botanik vid tekniska högskolan i Braunschweig 1918 och chef för botaniska trädgården där samt rektor vid tekniska högskolan i Braunschweig 1932. Från 1934 var Gassner verksam i Turkiet, där han organiserade en växtskyddsanstalt i Ankara. Gassner publicerade ett stort antal vetenskapliga arbeten, speciellt omfattande växtpatologi och växtfysiologi.